# Mamadou Lamine Keïta
Pour les articles homonymes, voir Keïta.
Mamadou Lamine Keïta, né le 12 novembre 1973 à Bignona, est un homme politique sénégalais.

## Biographie
Né le 12 novembre 1973 à Bignona au sud du Sénégal, Mamadou Lamine Keïta est économiste de formation.
Chef de division des Projets au Fonds national de promotion de la jeunesse (FNPJ), il était également assistant vacataire à la Faculté des sciences économiques et de gestion de l’Université Cheikh Anta Diop.

## Parcours politique
En 2007 il succède à Aliou Sow à la tête du Ministère de la Jeunesse et de l'Emploi.
En 2009, il est élu maire de Bignona, sa ville natale. Il est réélu en 2014 mais est battu en 2022 par le candidat de l'opposition Bacary Diatta, de la coalition Yewwi Askan Wi.